# پرچم قطر
پرچم قطر، برای اولین بار در ۹ ژوئیه ۱۹۷۱ به رسمیت شناخته شد و به عنوان پرچم ملی و نشان ملی قطر شناخته می‌شود. این پرچم دارای تناسب ۱۱:۲۸ و شامل دو رنگ عنابی و سفید است.

## نگارخانه

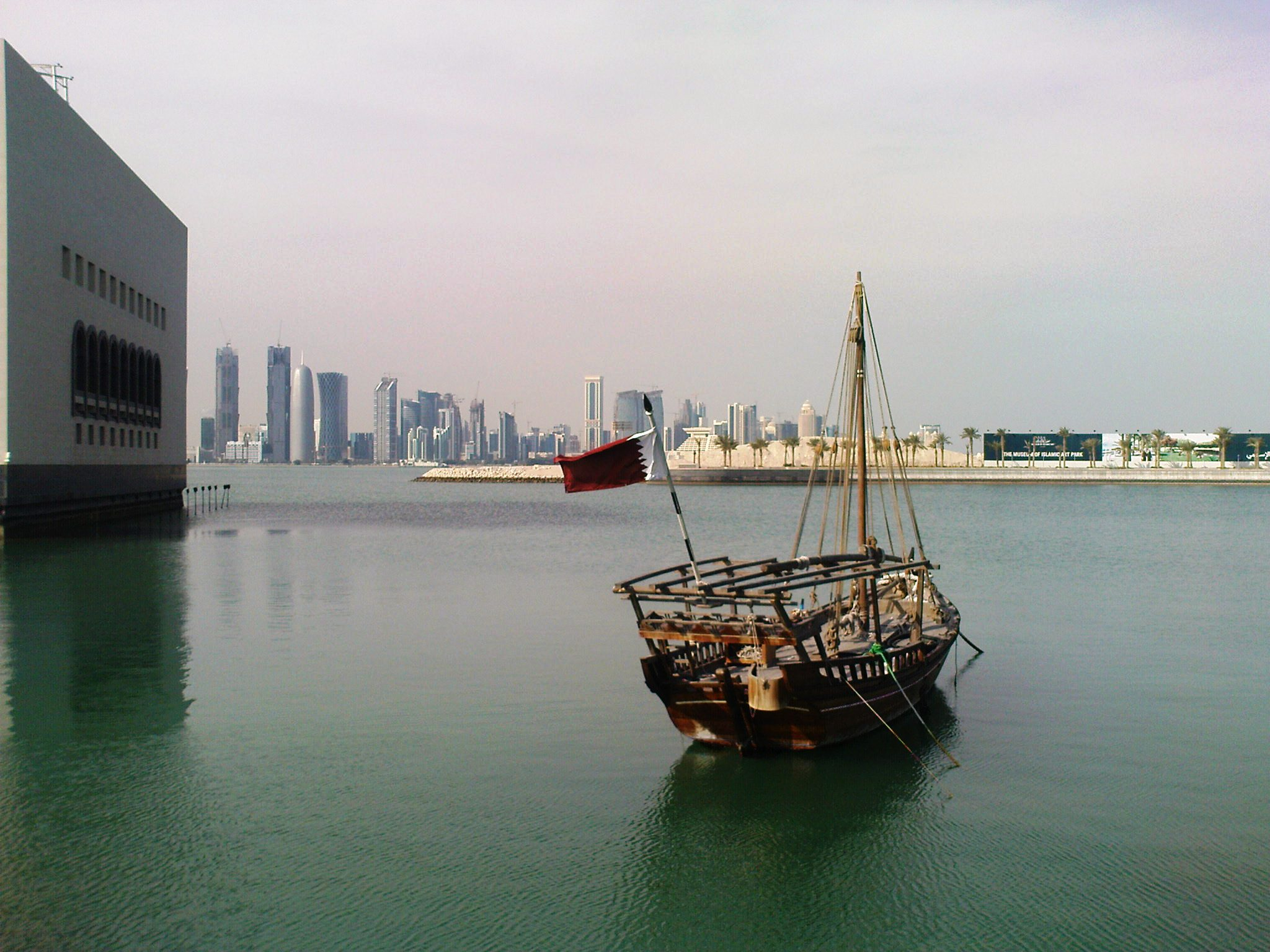